# Bormscommissie
De Bormscommissie bestond van 1940 tot einde 1944. Het doel ervan was schadevergoeding toe te kennen aan personen die na de Eerste Wereldoorlog als activist waren veroordeeld of schade hadden geleden door hun medewerking met de Duitse bezetter. 

## Geschiedenis
De zogenaamde Bormscommissie heette officieel Commissie tot uitvoering van de herstelverordening van 6 september 1940 of Herstelcommissie. Ze werd opgericht door de Duitse militaire bevelhebber in België en Noord-Frankrijk.
De commissie werd voorgezeten door August Borms, met Adelfons Henderickx en Alfons Jonckx als leden en René Lagrou als secretaris. Iedereen die meende schade te hebben geleden tijdens of na de Eerste Wereldoorlog, kon een aanvraag tot vergoeding indienen. Er werden 1692 aanvragen ingediend en aan 937 personen schadevergoedingen toegekend, voor een totaal bedrag van 197.852.736  Belgische frank. Borms zelf kreeg 1.050.000 frank en een jaarlijks pensioen van 281.000 frank. 
Onder de begunstigden bevonden zich onder meer: René Declercq - Albert D'Haese - Achiel Geerardyn - Maurits Geerardyn - Willem Gijssels - René Lagrou - Peter Lewyllie - Marcel Matthijs - Geert Pynenburg -  Reimond Speleers. 
In 1945 besliste de Belgische overheid de uitgekeerde bedragen terug te vorderen. Sommigen onder de begunstigden stortten spontaan, nog voor het einde van de bezetting, het hun toegekende bedrag terug, teneinde aan vervolging hieromtrent te ontsnappen. Bij de behandeling van de dossiers voor collaboratie, werd in het vonnis telkens terugbetaling geëist.
Tot einde 1971 was meer dan 100 miljoen frank terugbetaald.